# 三崎まぐろ拉麺
三崎まぐろ拉麺（みさきまぐろらあめん）は、神奈川県三浦市三崎で販売されているご当地ラーメンである。愛Bリーグ加盟作品。 

## 概要
三崎の飲食店によって結成された「まぐろラーメンの会」加盟店で提供されている。定義は下記のとおりである。
- スープにまぐろの兜ダシを投入する。
- トッピングにはまぐろを使用する。ただ、まぐろの使い方は各店自由とする。そのため、まぐろの漬けを始め、まぐろをそぼろ状にしたもの、そして、まぐろのスペアリブまである。
- 現状維持はご法度であり、日々まぐろラーメンレベルを進化させなければならない。進化した証明としてメニュー名の最後に“バージョン2”、“II”、“2号”などが付けられる。
- まぐろラーメンには、大きく分けて「濃厚系」と「バランス系」の2系統がある。